# Internet Architecture Board
L'Internet Architecture Board (IAB) è una organizzazione istituita sia come commissione dell'Internet Engineering Task Force (IETF) che come organo consultivo dell'Internet Society (ISOC).
Le responsabilità dell'organizzazione includono:
- la sorveglianza delle attività dello IETF;
- l'invocazione e la sorveglianza dell'Internet Standards Process;
- la nomina dell'Editore delle RFC.

Lo IAB è inoltre responsabile dell'amministrazione dei registri dei parametri di protocollo dello IETF.